# Natuurlijk proces
De term natuurlijk proces heeft in het gewone spraakgebruik betrekking op de processen, meestal op macroscopische schaal, die zonder inmenging van de mens plaatsvinden in de niet-levende en levende natuur, zoals geologische en biogeochemische processen. 
Met de term 'natuurlijk proces' worden gewoonlijk geen processen aangeduid die op kleine, microscopische en moleculaire schaal plaatsvinden, zoals fysicochemische verschijnselen (zoals neerslagvorming, scheiding van fasen) en chemische reacties. 

## Hoofdgroepen
Onder natuurlijke processen kunnen vallen: biologische of ecologische, fysiologische, fysisch-geografische en geomorfologische processen.

### Biologische of ecologische processen
- ammonificatie
- biogeochemische kringloop
- biologische afbraak, mineralisatie
- bioturbatie
- bodemvormend proces
- bodemvorming
- concurrentie
- denitrificatie
- eutrofiëring
- evapotranspiratie
- evolutie
- habitatfragmentatie
- kolonisatie
- koolstofkringloop
- migratie (emigratie & immigratie)
- natuurlijk evenwicht
- nitrificatie
- primaire productie
- selectie
- stikstofkringloop
- successie
- transpiratie
- uitspoeling
- uitsterven
- verdroging
- vergrassing
- verlanding
- vernatting
- verwoestijning
- verzilting
- verzuring
- voortplanting
- waterkringloop

### Fysiologische processen
- adaptatie
- anabolisme
- celademhaling
- fermentatie (gisting)
- fotosynthese
- homeostase
- katabolisme
- levensverrichtingen
- prikkelbaarheid
- stofwisseling (metabolisme)
- transpiratie

### Fysisch-geografische en geomorfologische processen
- abrasie
- bodemverzouting
- bodemvormend proces
- bodemvorming
- consolidatie
- continentverschuiving
- corrasie
- cryoturbatie
- denudatie
- eolisch proces
- erosie
- fluviatiel proces
- fysische verwering
- getijden
- glaciaal proces
- inklinken
- karst
- periglaciaal proces
- saltatie
- tektoniek
- verlanding
- verwering
- verzilting
- vulkanisme
- zeestroming
- zetting